# متحف مقاطعة هرجيسا
تأسس متحف مقاطعة هرجيسا في عام 1977 في هرجيسا، ويقع في منطقة مارودي جيكس في الصومال. يعتبر المتحف أول متحف يُنشأ في البلاد منذ الاستقلال في عام 1960.

## التأسيس
ظهرت حركة ثقافية قوية في هرجيسا في منتصف السبعينيات. كانت هذه الحركة هي القوة الدافعة وراء إنشاء المتحف. كان المتحف جزءًا من مركز ثقافي في المدينة يتكون من مسرح ومكتبة ومتحف إقليمي. يتألف المبنى من حلقتين متحدتين مع غرفة اجتماعات وغرفة عرض مؤقتة. استوحي المبنى الدائري في وسط المتحف "موندول" وهو كوخ تقليدي يستخدمه المزارعون الصوماليون . تبلغ مساحة المتحف 650 م2، وأنشأ تصميمه وبنائه المقاول المحلي عثمان ضاهر عدن.

## مجموعة
عند افتتاح المتحف في عام 1977، أُقيم معرضًا إثنوغرافيًا تبرع سكان هرجيسا بمعظم أجزائه. تعرض المعروضات في خزانتين بطول 20 مترًا بدون زجاج، واحدة في كل صالة. لم يعمل بالمتحف سوى اثنين من العاملين، بستاني وعاملة النظافة، وسرعان ما بدأت المعروضات والمبنى في التدهور. بدأ التجديد في عام 1981. تفكُكت واجهتا العرض الكبيران، وتم بناء 23 صندوقًا صغيرًا بالزجاج. تم تركيب شبك أمام النوافذ، وإعادة طلاء المبنى وتنظيف المعروضات التي كان عددها في الأصل حوالي 4000 عنصر معروض، ولكن تقليص حجم المعرض الجديد إلى حوالي 1.400 عنصر، وتم تخزين الباقي. أُضيف عرض خاص للأسلحة النارية التي استخدمها السيد محمد عبد الله حسن ورجاله بين عامي 1901 و1921م.

## تدمير
دُمر المتحف بالكامل بسبب الإبادة الجماعية لقبيلة اسحاق عام 1988.

## إعادة الإعمار
أُعيد إعمار المبنى، وتم الانتهاء منه في عام 2012.